# KFF EP-Com Hajvalia
Le KFF EP-Com Hajvalia est un club féminin de football kosovar fondé en 2021 et basé à Ajvalija près de Pristina.

## Histoire
Lors de la saison 2021-2022, l'EP-Com Hajvalia devance le KFF Mitrovica, champion en titre, et remporte le titre en étant invaincu (23 victoires et un match nul). Il se qualifie ainsi pour la Ligue des champions 2022-2023, malgré une polémique sur sa licence pour la compétition européenne, le club n'ayant pas de sections U13, U15 et U17 normalement obligatoires pour participer. En coupe du Kosovo, le club s'incline en finale face au KFF Mitrovica (2-1).

## Palmarès
- Championnat du Kosovo (2) :
  - Champion : 2022, 2023
- Coupe du Kosovo :
  - Finaliste : 2022